# Brandisia
Brandisia é um género botânico pertencente à família Scrophulariaceae.